# منتخب جمهورية إفريقيا الوسطى تحت 17 سنة لكرة القدم
منتخب جمهورية أفريقيا الوسطى تحت 17 سنة لكرة القدم (بالفرنسية: Équipe de République centrafricaine des moins de 17 ans de football) هو ممثل جمهورية أفريقيا الوسطى الرسمي في المنافسات الدولية في كرة القدم تحت 17 سنة .